# Liste des livres-disques Disney
 (août 2022).
Les livres-disques Disney sont une collection créée par Lucien Adès au début des années 1950 sous le label Le Petit Ménestrel/Disques Adès et consacré aux contes, fables et comptines ou aux biographies de musiciens célèbres. Le concept du livre-disque connaît un succès inattendu lorsque Adès a l'idée d'acquérir la licence des longs métrages d'animation (ainsi que certains films en prises de vues réelles et courts métrages) des studios Disney.

## Concept
Passionné de littérature enfantine, Lucien Adès a l'idée du premier livre-disque. Il s'agit d'adaptations phonographiques, plus ou moins condensées selon la longueur du disque, centrées sur une narration agrémentée de dialogues, bruitages et chansons du film.  Les plus grands comédiens français participent à l'aventure. Malgré la mention « dialogues et chansons du film », les comédiens prêtant leur voix aux personnages ne sont pas toujours les mêmes que ceux de la version cinéma française.

## Historique
Une des premières adaptations phonographiques connues en France est celle de Blanche-Neige et les Sept Nains en 78 tours réalisée par Pathé Marconi en 1938, mais les disques n'étaient pas accompagnés de livres illustrés.
Fort de son succès avec le premier livre-disque, Lucien Adès contacte le représentant de la Walt Disney Company en France, Armand Bigle, et obtient la licence des films produits par la société américaine afin de les adapter au disque (il réalise lui-même un grand nombre de ces adaptations). En 1952, Lucien Adès obtient une licence pour publier des disques racontant les histoires de Disney en France. Jimmy Johnson précise que ce type d'offre n'a été proposé aux États-Unis que plusieurs années plus tard et fut un succès phénoménal. Adès crée sa société de production, les disques Adès/Petit Ménestrel en 1953.
Peter Pan constitue, avec Cendrillon, l'une des toutes premières réalisations d'Adès. Un coffret de 4 disques 78 tours 17 cm "incassables" sort fin 1953 sous le label Albums du Petit Ménestrel, avec un livre illustré séparé de 18 pages, reprenant le texte de l'enregistrement et des images du film. Réalisé avant la sortie du film en France le 18 décembre 1953, la narration est confiée au très populaire François Périer. Parmi les enfants perdus, aux côtés de ses frères Jean-Pierre et Yves-Marie Maurin, on note les débuts du  petit Patrick Maurin, promu à une grande carrière sous le nom de Patrick Dewaere.
Adès adapte son concept aux États-Unis pour le compte de la Walt Disney Company dès 1957 avec le même succès. Cela lui vaudra d'être nommé Disney Legend à titre posthume en 1997.
Mais c'est l'arrivée du disque vinyle, moins fragiles et d'une capacité beaucoup plus importante, qui va véritablement permettre l'essor phénoménal du livre-disque, en rendant possible leur appropriation par les enfants. Quatre formats de disques vinyles sont disponibles avant l'avènement du Disque compact au début des années 1990 :
- les 33 tours 17 cm avec livret de 20 à 24 pages[NB 4] ;
- les 33 tours 25 cm avec livret de 20 à 24 pages ;
- les 33 tours 30 cm avec livret de 12 à 16 pages ;
- les 45 tours 17 cm avec livret de 24 pages à partir de 1975[NB 5].

À partir des années 1960, les disques sont édités sous label "Disneyland Records", comme leurs équivalents américains. Dans les années 1970, de nombreuses histoires originales mettant en scène les personnages Disney (Picsou, les Castors Juniors, les Trois Petits Cochons, P'tit Loup, Bambi et Pan-Pan, Mowgli...) voient le jour, dont plusieurs à caractère éducatif, ainsi que l'adaptation d'histoires publiées par les éditions Deux Coqs d'or.
Lorsque Lucien Adès cède sa société en 1988, la Walt Disney Company récupère les droits de ses films à l'occasion de la création de Walt Disney Records, une société issue de la fusion de la branche américaine Disneyland/Buena Vista Records et de ses filiales à travers le monde. En 1992 après des années de brouille, le groupe Hachette et Disney créent la société Disney Hachette chargée de gérer en Europe toutes les publications inspirées des films ou personnages Disney, dont les livres-CD.
Le seul concurrent sérieux d'Adès sera les disques Philips qui, reprenant la formule et le matériau littéraire des contes, fables, comptines traditionnelles ou biographies de musiciens classiques, développeront à partir des années 1960 une gamme élargie aux séries télévisées ou personnages de bandes dessinées (Colargol, Astérix, Lucky Luke), acquérant au passage les droits des concurrents directs de Disney, les Looney Tunes de Warner Bros. (Titi et Grosminet, Bugs Bunny), voire aux vedettes de la chanson (Johnny Hallyday, Mireille Mathieu, etc.).

## Liste des livres-disques Disney
La liste (non exhaustive) qui suit regroupe les titres publiés en France.

### 78 tours
| Réf. | Titre      | Année | Adaptation                                                    | Narrateur       | Comédien(ne)s |
|      | Peter Pan  | 1953  | Jacques Legris (texte), Yves Darriet (chansons)               | François Périer | avec Michel Dumur (Peter Pan), Régine Chantal (Wendy), Georges Poujouly (Jean), Yves-Marie Maurin (Michel), Jacques Hilling (Capitaine Crochet), Guy Piérauld (Mouche), Yves Peneau, Jean Adès, Jean-Pierre Maurin, Patrick Maurin (Enfants perdus), Charles Imbert. |
|      | Cendrillon | 1953  | Jacques Legris (texte), Louis Sauvat, Yves Darriet (chansons) | François Périer | Francette Vernillat (Cendrillon) |
|      | Pinocchio  | 1953  | Jacques Legris (texte), Yves Darriet (chansons)               | François Périer | Pierre Larquey (Geppetto), Stéphane Golmann (Jiminy), Jean Adès (Pinocchio) |

### 33 tours

#### 17 cm
Note : reliure plate, livret de 24 pages sauf précisions.
| Réf.    | Titre                                                       | Année                 | Adaptation | Narrateur                    | Comédien(ne)s |
| ALB2    | Peter Pan                                                   | 1953                  | Jacques Legris (texte), Yves Darriet (chansons)                                                                              | François Périer              | avec Michel Dumur (Peter Pan), Régine Chantal (Wendy), Georges Poujouly (Jean), Yves-Marie Maurin (Michel), Jacques Hilling (Capitaine Crochet), Guy Piérauld (Mouche), Yves Peneau, Jean Adès, Jean-Pierre Maurin, Patrick Maurin (Enfants perdus), Charles Imbert. |
| ALB3    | Pinocchio                                                   | 1954                  | Jacques Legris (texte), Yves Darriet (chansons)                                                                              | François Périer              | Pierre Larquey (Geppetto), Stéphane Golmann (Jiminy), Jean Adès (Pinocchio) |
| ALB18   | La Grande Parade de Walt Disney                             | 1957                  | Alain Nancey, J. Laquièze (chanson)                                                                                          | Alain Nancey et Fanfan       | Jean Adès, Régine Chantal, Stéphane Golmann, Andrée Grandjean, Pierre Maggiora, Bernard Roux, Jany Sylvaire, Nicole Vervil |
| ALB55   | Cent Un Dalmatiens                                          |                       | Lucien Adès | Jacques Duby                 | Geneviève Morel, Gaëtan Jor, Françoise Bertin, Gérard Lorin, Marie Médioni, Yves Peneau, Colette Teissèdre, Jean Bolo |
| ALB114  | Les Trois Petits Cochons                                    |                       | Jean Bolo (texte) |                              | |
| ALB115  | Les Trois Petits Cochons s'en vont en guerre                |                       | Jean Bolo (texte) |                              | |
| ALB251  | Cendrillon                                                  |                       | Jacques Legris (texte), Louis Sauvat, Yves Darriet (chansons)                                                                | François Périer              | Francette Vernillat (Cendrillon) |
| ALB252, | Peter Pan                                                   |                       | Jacques Legris (texte), Yves Darriet (chansons)                                                                              | François Périer              | Michel Dumur (Peter Pan), Régine Chantal (Wendy), Georges Poujouly (Jean), Yves-Marie Maurin (Michel), Jacques Hilling (Capitaine Crochet), Guy Pierraud (Mouche), Yves Peneau, Jean Adès, Jean-Pierre Maurin, Patrick Maurin (Enfants perdus), Charles Imbert.      |
| ALB253  | Pinocchio                                                   |                       | Jacques Legris (texte), Yves Darriet (chansons)                                                                              | François Périer              | Pierre Larquey (Geppetto), Stéphane Golmann (Jiminy), Jean Adès (Pinocchio) |
| ALB254  | Bambi                                                       | 1955                  | Jacques Legris (texte), Yves Darriet (arrangements musicaux), Georges Tabet (paroles françaises)                             | Pierre Larquey               | Christian Fourcade (), Jean Adès (), |
| ALB255, | La Belle et le Clochard                                     | 1955                  | Jean Bolo (texte), Georges Delerue (musique additionnelle), Jacques Poterat (paroles françaises)                             | François Périer              | Marguerite Cassan (Lady), Jean Négroni (Clochard), Sylvine Delannoy (Juliette), Alexandre Thomas (Rafaël), Marguerite Cassan et Paul Hébert (chanson) |
| ALB256  | Cent Un Dalmatiens                                          |                       | Lucien Adès | Jacques Duby                 | Geneviève Morel, Gaëtan Jor, Françoise Bertin, Gérard Lorin, Marie Médioni, Yves Peneau, Colette Teissèdre, Jean Bolo |
| LLP300  | Une aventure de Zorro                                       | 1969-70               | | Gaëtan Jor                   | |
| LLP301  | La Belle au bois dormant                                    | 1968                  | Henry Lemarchand, Michel Lukine (paroles françaises)                                                                         | Caroline Cler                | |
| LLP302  | Mary Poppins                                                | 1967                  | Richard M. Sherman et Robert B. Sherman (chansons), René Lucades (paroles françaises)                                        | Claude Nicot                 | Anna Gaylor, Monique Martial |
| LLP303  | Les Trois Petits Cochons                                    | 1968                  | Frank Churchill (chanson), Robert Valaire (paroles françaises)                                                               | Jacques Duby                 | |
| LLP304  | Peter Pan                                                   | 1968                  | Louis Sauvat (paroles françaises)                                                                                            | Claude Nicot, Anna Gaylor    | |
| LLP305  | 101 Dalmatiens                                              | 1970                  | Joseph Geoffray (paroles françaises)                                                                                         | Rosine Young                 | Silvio et Gaëlle (chansons) |
| LLP306  | Alice au Pays des Merveilles                                | 1968                  | Louis Sauvat (paroles françaises)                                                                                            | Caroline Cler                | |
| LLP307  | La Belle et le Clochard                                     | 1967                  | Jacques Poterat (paroles françaises)                                                                                         | Claude Nicot, Anna Gaylor    | |
| LLP308  | Cendrillon                                                  | 1967                  | Louis Sauvat (paroles françaises)                                                                                            | Claude Nicot                 | Anna Gaylor, Monique Martial |
| LLP309  | Bambi                                                       | 1967                  | Georges Tabet (paroles françaises)                                                                                           | Claude Nicot                 | Anna Gaylor, Monique Martial |
| LLP310  | Blanche-Neige et les Sept Nains                             | 1967                  | | Claude Nicot                 | Anna Gaylor, Monique Martial |
| LLP311  | Pinocchio                                                   | 1968                  | Louis Sauvat, Jean Cis (paroles françaises)                                                                                  | Jacques Duby                 | |
| LLP313  | Winnie l'ourson et l'Arbre à miel                           | 1969                  | Richard M. Sherman et Robert B. Sherman (chansons), Louis Sauvat (paroles françaises)                                        | Gaëtan Jor                   | |
| LLP314  | Les Sept Nains et la Mine de diamants                       | 1970                  | | Caroline Cler                | |
| LLP317  | Hansel et Gretel                                            | 1970                  | | Annik Beauchamps             | |
| LLP319  | Le Livre de la jungle                                       | 1968                  | Richard M. Sherman et Robert B. Sherman (chansons), Eddy Marnay (paroles françaises)                                         | Jacques Duby                 | |
| LLP321  | Pierre et le Loup                                           | 1970                  | | Harold Kay                   | |
| LLP324  | Dumbo, l'éléphant volant                                    | 1970                  | A. Rigaud (paroles françaises)                                                                                               | Marthe Mercadier             | Silvio et Gaëlle (chansons) |
| LLP327  | Winnie l'ourson dans le vent                                | 1970                  | Richard M. Sherman et Robert B. Sherman (chansons), Louis Sauvat (paroles françaises)                                        | Harold Kay                   | |
| LLP328  | Le Petit Chaperon rouge                                     | 1970                  | d'après les frères Grimm | Rosine Young                 | Silvio et Gaëlle (chansons) |
| LLP330  | Hiawatha, le petit Indien                                   | 1969-70               | | Marthe Mercadier             | |
| LLP332  | La Petite Poule rouge                                       |                       | | Rosy Varte                   | |
| LLP334  | Mickey, le brave petit tailleur                             | 1969                  | Alain Nancey, J. Laquièze (chanson)                                                                                          | Marthe Mercadier             | |
| LLP337  | Le Petit Bonhomme de pain d'épice                           | 1970                  | Tutti Camarata, Joseph Geoffray (chanson)                                                                                    | Rosine Young                 | Silvio et Gaëlle (chanson) |
| LLP338  | Les Nouvelles Aventures de Mowgli                           | 1970                  | Tutti Camarata, Joseph Geoffray (chanson)                                                                                    | Harold Kay                   | Silvio et Gaëlle (chanson) |
| LLP340  | Le Vilain Petit Canard                                      | 1971                  | | Denise Benoit                | |
| LLP341  | Le Nouvel Habit de l'Empereur                               |                       | d'après Hans Christian Andersen.                                                                                             | Danielle Volle               | Maurice Chevalier (chansons). Comprend aussi Le Bon Roi Dagobert et Sur la route de Louviers |
| LLP342  | Robin des Bois et ses joyeux compagnons                     |                       | |                              | D'après le film Robin des Bois et ses joyeux compagnons'. |
| LLP343  | Une aventure de Bambi et Pan-Pan                            | 1971                  | |                              | |
| LLP345  | Les Musiciens de la ville de Brême                          | 1971                  | D'après le conte des frères Grimm. Tutti Camarata (musique), Gaëlle Usai (paroles françaises)                                | Denise Benoit                | Silvio et Gaëlle (chanson) |
| LLP346  | La Belle Histoire de la princesse Natte-d'Or                | 1975                  | Lucien Adès, Jean Baïtzorouff (chansons)                                                                                     | Laurence Badie               | Anna Gaylor, Colette Ripert et Christian Parisy |
| LLP348  | Mickey et le Haricot magique                                | 1973                  | | Maurice Vamby                | |
| LLP349  | Les Aristochats                                             | 1982 (pour la France) | | Simone Valère, Jean Desailly | |
| LLP350  | Pecos Bill, le joyeux cow-boy                               | 1976                  | | Dominique Paturel            | |
| LLP351  | Lambert, le lion bêlant                                     |                       | | Dominique Paturel            | |
| LLP352  | Suzy, la petite voiture bleue                               |                       | Buddy Ebsen (musique), René Lucade (paroles françaises)                                                                      | Annik Beauchamps             | |
| LLP353  | Bella, la petite villa                                      |                       | | Laurence Badie               | |
| LLP355  | Valentine, la baleine qui voulait chanter à l'Opéra         | 1975                  | Lucien Adès (texte), Lucien Adès, Jean Baïtzouroff (chanson)                                                                 | Laurence Badie               | Christian Parisy (chanson) |
| LLP358  | Vingt mille lieues sous les mers                            | 1975                  | | Dominique Paturel            | |
| LLP360  | Davy Crockett                                               | 1976                  | | Dominique Paturel            | Olivier Jeanès (chanson) |
| LLP361  | L'Île au trésor                                             | 1972                  | | Dominique Paturel            | Marc et André (chansons) |
| LLP362  | Fables et comptines de ma mère l'Oye pour les tout-petits   | 1972                  | | Rosy Varte, Maurice Vamby    | |
| LLP363  | Bibi Lapin et le Bébé Goudron                               |                       | | Annik Beauchamps             | |
| LLP364  | L'Apprentie sorcière                                        | 1972                  | Richard M. Sherman et Robert B. Sherman (chanson), Christian Jollet (paroles françaises)                                     | Micheline Presle             | |
| LLP370  | Blanche-Neige apprend l'heure aux sept nains                | 1973                  | | Rosy Varte, Maurice Vamby    | |
| LLP371  | Blanche-Neige et les Sept Gourmands                         | 1973                  | | Rosy Varte, Maurice Vamby    | |
| LLP372  | Prof apprend l'alphabet à ses copains les nains             |                       | | Maurice Vamby                | |
| LLP373  | Les Trois P'tits Cochons / P'tit Loup et le Moulin à poivre | 1974                  | Jean Bolo, Lucien Adès (texte), Frank Churchill (musique), Georges Delerue (adaptation), Robert Valaire (paroles françaises) | Jean Bolo                    | |
| WD1     | Mickey Story                                                | 1971                  | Alain Nancey et J. Laquièze, Irving Caesar et Joseph Geoffray (chansons)                                                     |                              | Alain Nancey et Fanfan, Silvio et Gaëlle (chansons) |
| WD2     | Dingo vous dit tout sur les Jeux olympiques                 |                       | René Lucades (texte) | Jacques Provins              | |

#### 25 cm
Note : reliure plate, livret de 24 pages sauf précisions.
| Réf.         | Titre                                             | Année   | Adaptation | Narrateur        | Comédien(ne)s |
| ALB9         | Blanche-Neige et les Sept Nains                   | 1958?   | Lucien Adès, Yves Darriet (chansons) | François Périer  | Lucienne Pacley, Ariane Muratore, Roger Coggio, Jacques Provins ; Jany Sylvaire, Aimé Doniat (chansons) |
| ALB43        | Signé Zorro                                       | 1959?   | Claude Séjade (chanson) | Daniel Gélin     | Daniel Gélin (Zorro), Jean Bolo (commandant Monastario), Gaëtan Jor (sergent Garcia), Gérard Dournel (padre Felipe) |
| ALB45        | La Belle au bois dormant                          | 1959    | Lucien Adès (texte), Henry Lemarchand, Michel Lukine (chansons)                                                                                             | Michèle Morgan   | Sylvie Favre (Aurore/Églantine), Roger Coggio (Philippe), Lucienne Letondal (Jouvence), Sylvine Delannoy (Sapience), Laurence Badie (Bénévole), Muse Dalbray (Maléfice), Gérard Dournel (roi Hubert), Huguette Boulangeot, chœurs Marguerite Murcier (chansons) |
| ALB58        | Blanche-Neige et les Sept Nains                   | 1962    | Jean Bolo (texte) | Dany Robin       | Claude Nollier (la Reine), Sylvine Delannoy (Blanche-Neige), Gaëtan Jor (Grincheux, Atchoum, le Miroir magique), François Timmerman, Roland Koessler, Fred Descamps, Jean Baïtzouroff (dir. musicale) |
| ST3922       | Mary Poppins                                      | 1965    | Lucien Adès | Jean Desailly    | Simone Valère (Mary Poppins), Jacques Duby (Bert), Gaëtan Jor (M. Banks, l'Amiral Boum) ; Franck Olivier, Christiane Legrand, Bobby Martin (chansons), Hubert Rostaing (dir. musicale) |
| ALB87        | Vingt mille lieues sous les mers                  |         | Jean Bolo (texte), Maurice Jarre (musique additionnelle), Jacques Poterat (paroles françaises)                                                              | Jean Gabin       | Jean-Pierre Lituac, J. Galipeau, O'Brady |
| ALB360       | Les Trois Petits Cochons                          |         | |                  | |
| ALB351/ST351 | Davy Crockett                                     |         | Francis Blanche (chanson) | François Périer  | Serge Reggiani (Davy Crockett), Jacques Provins (Russel), Michel Mery (Norton), Christian Gentil (Jackson), Olivier Jeanès (chanson) |
| ALB355       | Merlin l'Enchanteur                               | 1963    | Lucien Adès (texte), Christian Jollet (chansons) | Georges Chamarat | Gaëtan Jor (Archimède), Claire Mafféi (dame Mim), Philippe Mahrer (Moustique), Jacques Provins (Hector) ; Anne Germain, Jean Cussac, Popoff (chansons), Jean Baïtzouroff (direction musicale) |
| ALB358       | Winnie l'ourson et l'Arbre à miel                 |         | Louis Sauvat |                  | Roger Carel (Winnie, Coco Lapin), Henry Djanik (Maître Hibou), Jo Charrier (Grignotin), Benjamin Boda (Jean-Christophe), Pierre Marret (Bourriquet), Suzy Dornac, Jean-Claude Michel, Michelle Dorney, Janine de Waleyne, Jacques Motto, Christian Parriel, Robert Tropin (chansons). |
| ST354        | Pinocchio                                         |         | | Sophie Desmarets | Gaëtan Jor (Gepetto), Philippe Mahrer (Pinocchio), Yves Peneau (Jiminy Criquet), Claude Nollier (Fée bleue), Jacques Provins (Grand-Coquin) |
| ST357,       | Vingt mille lieues sous les mers                  | 1970    | Jean Bolo (texte), Maurice Jarre (musique additionnelle), Jacques Poterat (paroles françaises)                                                              | Jean Gabin       | Jean-Pierre Lituac, J. Galipeau, O'Brady |
| ST359/ST3950 | Zorro                                             |         | Claude Séjade | Daniel Gélin     | Daniel Gélin (Zorro), Jean Bolo (Commandant Monastario), Gaëtan Jor (Sergent Garcia), Gérard Dournel (Padre Felipe) |
| ST3901       | Toutes les grandes chansons de Walt Disney, vol.1 | 1969    | Louis Sauvat, Robert Valaire, J. Valmy, Jean Cis |                  | Anne Germain, Claude Germain, Christiane Legrand, Roger Carel, Jacques Motto, Jean Stout, Jean Cussac, Noël Guyves, Vincent Munro, les Petits Chanteurs de Vincennes. Comprend Blanche-Neige et les 7 Nains, Alice au pays des Merveilles, Cendrillon, Les Trois Petits Cochons, Pinocchio, Winnie l'ourson et Peter Pan                                                                       |
| ST3902       | Toutes les grandes chansons de Walt Disney, vol.2 | 1969    | René Lucades, Jacques Poterat, Henri Lemarchand, Michel Lukine, Francis Blanche, Georges Tabet, Christian Jollet, Eddy Marnay. Narrateur : François Périer. |                  | Huguette Boulangeot, Anne Germain, Claude Germain, Olivier Jeanès, Christiane Legrand, Jean Cussac, Bob Martin, Vincent Munro, Popoff, Jean Stout, Les Chœurs Marguerite Murcier. Comprend Mary Poppins, La Belle et le Clochard, La Belle au Bois Dormant, Davy Crockett, Bambi, Merlin l'Enchanteur, Le Livre de la Jungle.                                                                  |
| ST3903       | Bambi                                             | 1969    | Jacques Legris (texte), Georges Tabet, Yves Darriet (chansons)                                                                                              | Pierre Larquey   | Christian Fourcade, Jean Adès |
| ST3908       | Cendrillon                                        | 1969-70 | | François Périer  | |
| ST3910       | Peter Pan                                         | 1969    | Jacques Legris (texte), Louis Sauvat, Yves Darriet (chansons)                                                                                               | François Périer  | |
| ST3917       | La Belle et le Clochard                           | 1969-70 | | François Périer  | |
| ST3934       | 101 Dalmatiens                                    | 1969-70 | | Jacques Duby     | |
| ST3948       | Le Livre de la jungle                             | 1968    | Louis Sauvat (texte), Eddy Marnay (chansons) | Caroline Cler    | René Arrieu (Bagheera), Claude Bertrand (Baloo), Pascal Bressy (Mowgli), Jean Martinelli (Shere Khan, Colonel Hathi), Roger Carel (Kaa), Henri Charrett, René Hiéronimus, Paul Bisciglia, Léonce Corne, Jacques Hilling, Maurice Nasil (les Vautours), Henry Djanik (Akéla), Jacques Degor (Rama), José Bartel (Roi Louie), Anne Germain, Claude Germain, Jean Stout, Vincent Munro (chansons) |

#### 30 cm
| Réf.        | Titre                                         | Année | Adaptation | Narrateur                 | Comédien(ne)s |
| ALB6073-4   | Les Aventures de Zorro                        | 1985  | Lucien Adès (texte), Guy Bertret, André Salvet (chansons)                                                                    | Jean Desailly             | Jean-Pierre Denys, Michel Derain, Claude Rollet, Gérard Surugue, Jean Stout (chansons) |
| ST2517      | Tron                                          | 1982  | | Igor et Grichka Bogdanoff | Henri Labussière (Dr Gibs/Dumont), Alain Dorval (Flynn/Clu), Béatrice Agenin (Lora/Yori), Jacques Thébault (Maître Programme/Dillinger/Sark), Bernard Alane (Ram), Patrick Poivey (Tron/Alan Bradley) |
| ST3804      | L'Apprentie sorcière                          | 1972  | Louis Sauvat (texte), Christian Jollet (chansons)                                                                            | Micheline Presle          | Mony Dalmès |
| ST3810      | Robin des Bois                                |       | Lucien Adès (texte et adaptation), Roger Miller (musique), Christian Jolliet et Louis Sauvat (paroles françaises)            | Georges Descrières        | Roger Carel (Triste Sire), Philippe Dumat (prince Jean), Claude Bertrand (Petit Jean), Jacques Dynam (shérif de Nottingham), Maurice Vamby (frère Tuck), Michèle André (Belle Marianne), Huguette Morins (dame Gertrude), Colette Ripert (veuve Lapin), Fabrice Robin (Bobby), Béatrice Robin (sœur de Bobby), Franca Chevalier (chanson), Jean Baïtzouroff (direction musicale) |
| ST3811      | Le Conte de Noël de Dickens                   |       | Lucien Adès (texte), Tom et Frances Adair, Buddy Baker (chansons), Boris Bergman (paroles françaises)                        | Roger Carel               | Adaptation du moyen-métrage Le Noël de Mickey |
| ST3816      | Les Aventures de Bernard et Bianca            | 1978  | Lucien Adès (texte), Pierre Delanoë (chansons)                                                                               | Annie Cordy               | Roger Carel (Bernard), Perrette Pradier (Médusa), Béatrice Delfe (Bianca), Philippe Dumat (Snoops), Aurélia Bruno (Penny), Christine Parat (Ellie Mae), Teddy Bilis (Rufus), Gérard Surugue (Luke, Orville, le Président), Dominique Poulain (chansons) |
| ST3818      | Peter et Elliott le dragon                    | 1978  | | Philippe Noiret           | Maurice Bacquet (Lampie), Béatrice Delfe (Nora), Morvan Salez (Peter), Michel Leeb (Dr. Terminus), Philippe Dumat (Hoagy), Suzy Dornac (miss Taylor), Jacques Deschamps, Christian Parisy, Olga Valery (chansons) |
| ST3821      | Le Trou noir                                  | 1980  | | Robert Hossein            | Bernard Woringer (Dan Holland), Jean-Pierre Leroux (Alex Durant), Gilles Guillot (Charlie Pizer), Jean Violette (Harry Booth), Jacques Thébault (Hans Reinhardt), Pierre Trabaud (V.I.N.CENT), Henri Labussière (B.O.B.), Francine Vendel (Kate Mc Rae) |
| ST3823      | Rox et Rouky                                  | 1981  | | Jean Rochefort            | Marie-Christine Darah (Rox jeune), Morvan Salez (Rox), Jackie Berger (Rouky jeune), Marc François (Rouky), Jacques Deschamps (Amos Slade), Jane Val (Veuve Tartine), Gérard Hernandez (Blaireau), Paule Emanuele (Big Mama), Roger Carel (Piqueur), Arlette Thomas (Dinky), Jeanine Forney (Vixy).                                                                               |
| ST3881      | En avant les Castors Juniors !                |       | Jacqueline Loumaye (texte), Roger Pierre, Claude Stieremans (chanson)                                                        | Roger Pierre              | Linette Lemercier, Nadine Nobokov, Jacques Provins, Colette Ripert, Gérard Surugue, Jane Val. |
| ST3883      | Cendrillon                                    | 1978  | | Catherine Deneuve         | Jeanine Forney (Cendrillon), Suzy Dornac (la Marraine-fée), Christian Parisy (le Prince, Jaq), Anne Desbois (la Marâtre), Monique Martial (Javotte), Colette Ripert (Anastasie), Philippe Dumat (le Roi, Lucifer), Gérard Surugue (le Grand-duc) |
| ST3885      | Peter Pan                                     | 1979  | | Jean Rochefort            | Michel Leeb (capitaine Crochet), Aurélia Bruno (Wendy), Morvan Salez (Peter Pan), Christian Parisy (Mouche, M. Darling, Peaux-rouges), Jacqueline Pelisson (Jean), Colette Ripert (Michel, Mme Darling). |
| ST3888      | Goofy... dingo du sport                       | 1980  | Claude Morand (texte) | Jacques Fabbri            | Roger Carel (Mickey), Georges Atlas (Goofy/Dingo), Jackie Berger, Catherine Lafond, Marcelle Lajeunesse, Jean Baïtzouroff (direction musicale). |
| ST3889      | 101 Dalmatiens                                | 1985  | Lucien Adès | Francis Perrin            | Perrette Pradier (Cruella d'Enfer), Marcelle Lajeunesse (Perdita), Michel Derain (Roger), Catherine Lafond (Anita), Suzy Dornac (Nanny), Jean-François Kopf (Horace, le Sergent Tibs), Gérard Surugue (Jasper, le Colonel) |
| ST3890      | Les Aristochats                               | 1982  | Louis Sauvat, Lucien Adès | Louis de Funès            | Michèle André, Claude Bertrand, Roger Carel, Jean-Henri Chambois, Denise Grey, Alfred Pasquali, Vanina Vinitzki, Vladimir Vinitzki, Christian Lesser, Jacques Provins, Albert Augier, José Germain, Sylviane Mathieu, Nicole Riche, Michel Seldow, Steve Gadler, Jacques Dynam.                                                                                                  |
| ST3899      | Basil, détective privé                        | 1986  | | Roger Carel               | Jacques Deschamps (Fidget), Philippe Dumat (Dawson), Serge Lhorca (Flaversham), Perrette Pradier (La Reine), Gérard Rinaldi (Professeur Ratigan), Barbara Tissier (Olivia). |
| ST3904      | Dumbo, l'éléphant volant                      | 1971  | André Rigaud (chansons) | Danielle Volle            | Silvio et Gaëlle (chansons) |
| ST3905      | Pinocchio                                     | 1978  | | Sophie Desmarets          | |
| ST 3906     | Blanche-Neige et les Sept Nains               | 1970? | Jean Bolo (texte) | Dany Robin                | Claude Nollier, Sylvine Delannoy, Gaëtan Jor, François Timmerman, Roland Koessler, Fred Descamps, Jean Baïtzouroff (dir. musicale) |
| ST3908      | Cendrillon                                    |       | Jacques Legris (texte), Louis Sauvat, Yves Darriet (chansons)                                                                | François Périer           | Francette Vernillat (Cendrillon) |
| ST3909      | Alice au Pays des Merveilles                  | 1975  | Lucien Adès | Geneviève Casile          | Jeanine Forney (Alice), Roger Carel (le Chat de Chester), Anna Gaylor (la Reine de cœur), Guy Piérauld (le Lapin blanc), Colette Ripert (la sœur d'Alice), Jean Bolo (le Bouton de porte), Jean-Claude Briodin, Nicole Darde, Michel Barouille, Anne Germain (chansons). |
| ST3910      | Robin des Bois                                | 1974  | Lucien Adès (texte et adaptation), Roger Miller (musique), Christian Jolliet et Louis Sauvat (paroles françaises)            | Georges Descrières        | Dominique Paturel (Robin), Claude Bertrand (Petit Jean), Michèle André (Belle Marianne), Philippe Dumat (prince Jean), Roger Carel (Triste Sire), Huguette Morins (dame Gertrude), Christophe Bruno (Bobby), Béatrice Bruno (sœur de Bobby), Colette Ripert (veuve Lapin), Maurice Vamby (frère Tuck), Jacques Dynam (shérif de Nottingham), Franca Chevalier (chansons).        |
| ST3912      | Oliver et Compagnie                           | 1988  | | Richard Bohringer         | Renaud Tissier (Oliver), Patrick Poivey (Roublard), Sauvane Delanoë (Jennifer), Gérard Hernandez (Tito), Georges Atlas (Francis), Sylvie Moreau (Rita), Philippe Dumat (Fagin), Henry Djanik (Sykes), Georges Berthomieu (Winston), Michelle Bardollet (Georgette), Jacques Deschamps (Louis).                                                                                   |
| ST3917/3884 | La Belle et le Clochard                       | 1978  | | Jean Rochefort            | Béatrice Delfe (Lady), Michel Leeb (Clochard), Christian Parisy (Jim Darling, le Castor), Suzy Dornac (tante Sarah), Jacques Provins (Jock), Teddy Bilis (César, l'Employé de la fourrière) |
| ST3928      | Winnie l'ourson et l'Arbre à miel             |       | | Gaëtan Jor                | |
| ST3934      | 101 Dalmatiens                                |       | Lucien Adès (texte), Jean Bolo et Jean Jusforgues (réalisation technique)                                                    | Jacques Duby              | Geneviève Morel, Françoise Bertin, Gaëtan Jor, Gérard Lorin, Marie Médioni, Colette Teissèdre, Jean Bolo, Yves Peneau |
| ST3948      | Le Livre de la jungle                         |       | | Marie-Christine Barrault  | |
| ST3963      | Toutes les aventures des trois petits cochons |       | Jean Bolo, Lucien Adès (texte), Frank Churchill (musique), Georges Delerue (adaptation), Robert Valaire (paroles françaises) | Jean Bolo                 | Anna Gaylor, Monique Martial, Gaëtan Jor |
| ST3990      | La Merveilleuse Histoire de Casse-noisette    |       | Piotr Ilitch Tchaïkovski (musique)                                                                                           | Anne Doat                 | Orchestre de Philadelphie, Leopold Stokowski (direction) |
| ST3995      | Les Aristochats                               | 1971  | Louis Sauvat (texte), Christian Jollet (paroles françaises)                                                                  | Roger Carel               | Maurice Chevalier (chanson) |
| ST4002      | La Petite Sirène                              | 1990  | Lucien Adès | Nathalie Baye             | Claire Guyot (Ariel), Gérard Rinaldi (Louis), Henri Salvador (Sébastien), Micheline Dax (Ursula), René Bériard (Grimsby), Jacques Deschamps (Triton), Vincent Grass (Flotsam er Jetsam), Emmanuel Jacomy (Eurêka), Thierry Ragueneau (Éric), Boris Roatta (Polochon), Jean-Pierre Denys.                                                                                         |
| ST3892      | Blanche-Neige et les Sept Nains               | 1983  | | Bernard Giraudeau         | Isabelle Ganz, Louison Roblin, Raymond Loyer, Gérard Surugue, Roland Kossler |

### 45 tours
Note : reliure plate, livret de 24 pages sauf précisions.
| Réf.            | Titre                                                       | Année     | Adaptation                                                                                    | Narrateur                                                                                       | Comédien(ne)s |
| ALB275?         | Zorro défie Zorro                                           | 1985      | Lucien Adès (texte), Guy Bertret, André Salvet (chansons)                                     | Patrick Préjean                                                                                 | Michel Derain, Gérard Surugue, Jean Stout (chansons) |
| LLP201          | Poussy, Sacaplis le petit éléphant                          | 1977      |                                                                                               | Roger Pierre                                                                                    | dans la série Livre-disque d'or. |
| LLP202          | Les Aventures de Jéfin le lion                              | 1977      | Lucien Adès d'après Kathryn Jackson                                                           | Roger Pierre                                                                                    | dans la série Livre-disque d'or. Avec Jacqueline Pelisson, Maurice Travail et Gérard Surugue. |
| LLP203          | 1-2-3-4-5 Petits Chiens turbulents                          | 1976      | Lucien Adès d'après Janette Sebring Lowrey                                                    | Roger Carel                                                                                     | dans la série Livre-disque d'or. Avec Christine Parat, Jacqueline Pelisson, Louison Roblin et Gérard Surugue. |
| LLP205          | Tuf-Tuf le petit remorqueur                                 |           |                                                                                               | Perrette Pradier                                                                                | dans la série Walt Disney Productions. |
| LLP209          | Poucinette                                                  | 1976      | Lucien Adès d'après Vivienne Benstead                                                         | Roger Carel                                                                                     | dans la série Livre-disque d'or. Avec Christine Parat, Jacqueline Pelisson, Louison Roblin, Maurice Travail et Gérard Surugue. |
| LLP210          | Gros Ours grognon                                           | 1977      | D'après J. Crampton                                                                           | Roger Pierre                                                                                    | dans la série Livre-disque d'or. |
| LLP212          | Les Chatons chats-peintres                                  |           |                                                                                               |                                                                                                 | dans la série Livre-disque d'or. |
| LLP215          | Fum-Fum, garde forestier                                    | 1979      | Jean Baïtzouroff (chansons) d'après Jane Werner                                               | Marie-Christine Barrault                                                                        | dans la série Walt Disney Productions. Avec Gérard Meissonier (chansons) |
| LLP217          | Titigre le timide                                           |           | D'après Joan Chase Bacon                                                                      |                                                                                                 | dans la série Walt Disney Productions. |
| LLP220          | Pin-pin lapin malin                                         |           |                                                                                               |                                                                                                 | dans la série Walt Disney Productions. |
| LLP221          | Bonjour le cirque                                           |           |                                                                                               |                                                                                                 | dans la série Walt Disney Productions. |
| LLP223          | Un dragon, ça n'existe pas                                  | 1979      |                                                                                               | Perrette Pradier                                                                                | dans la série Walt Disney Productions. |
| LLP300          | Une aventure de Zorro                                       | 1975      |                                                                                               | Gaëtan Jor                                                                                      | |
| LLP301          | La Belle au bois dormant                                    | 1982      | Henry Lemarchand, Michel Lukine (paroles françaises)                                          | Caroline Cler                                                                                   | |
| LLP302          | Mary Poppins                                                | 1982      | René Lucades (paroles françaises)                                                             | Claude Nicot                                                                                    | Anna Gaylor, Monique Martial |
| LLP303          | Les Trois Petits Cochons                                    | 1980      | Robert Valaire (paroles françaises)                                                           | Jacques Duby                                                                                    | |
| LLP304          | Peter Pan                                                   | 1982      | Louis Sauvat (paroles françaises)                                                             | Claude Nicot, Anna Gaylor                                                                       | |
| LLP305          | Cent Un Dalmatiens                                          | 1982      | Joseph Geoffray (paroles françaises)                                                          | Rosine Young                                                                                    | Autre titre Quand les petits dalmatiens s'amusent. Avec Silvio et Gaëlle (chansons) |
| LLP306          | Alice au Pays des Merveilles                                |           | Louis Sauvat (paroles françaises)                                                             | Caroline Cler                                                                                   | |
| LLP307          | La Belle et le Clochard                                     |           | Jacques Poterat (paroles françaises)                                                          | Claude Nicot, Anna Gaylor                                                                       | |
| LLP308          | Cendrillon                                                  | 1975      | Louis Sauvat (paroles françaises)                                                             | Claude Nicot                                                                                    | Anna Gaylor, Monique Martial |
| LLP309          | Bambi                                                       | 1980      | Georges Tabet (paroles françaises)                                                            | Claude Nicot                                                                                    | Anna Gaylor, Monique Martial |
| LLP310          | Blanche-Neige et les Sept Nains                             | 1977/1980 |                                                                                               | Claude Nicot                                                                                    | Anna Gaylor, Monique Martial |
| LLP311          | Pinocchio                                                   | 1978/1983 | Louis Sauvat, Jean Cis (paroles françaises)                                                   | Jacques Duby                                                                                    | |
| LLP313          | Winnie l'ourson et l'Arbre à miel                           |           |                                                                                               | Gaëtan Jor                                                                                      | |
| LLP314          | Les Sept Nains et la Mine de diamants                       | 1968-69   |                                                                                               | Caroline Cler                                                                                   | |
| LLP315          | Boucle d'Or chez papa ours, maman ours et ourson mignon     |           | Lucien Adès                                                                                   | Roger Carel                                                                                     | Anna Gaylor, Colette Ripert, Christian Parisy (chansons) |
| LLP317          | Hansel et Gretel                                            |           |                                                                                               | Annik Beauchamps                                                                                | |
| LLP319          | Le Livre de la jungle                                       |           | Eddy Marnay (chansons)                                                                        | Jacques Duby                                                                                    | |
| LLP321          | Pierre et le Loup                                           | 1980      |                                                                                               | Harold Kay                                                                                      | |
| LLP324          | Dumbo, l'éléphant volant                                    | 1982      | A. Rigaud (chansons)                                                                          | Marthe Mercadier                                                                                | Silvio et Gaëlle (chansons) |
| LLP327          | Winnie l'ourson dans le vent                                |           | Charles Level, Philippe Baron (chansons)                                                      | Harold Kay                                                                                      | |
| LLP328          | Le Petit Chaperon rouge                                     | 1982      | d'après les frères Grimm                                                                      | Rosine Young                                                                                    | Silvio et Gaëlle (chansons) |
| LLP330          | Hiawatha, le petit Indien                                   |           |                                                                                               | Marthe Mercadier                                                                                | |
| LLP332          | La Petite Poule rouge                                       |           |                                                                                               | Rosy Varte                                                                                      | |
| LLP334          | Mickey, le brave petit tailleur                             | 1982      | J. Laquièze (chanson)                                                                         | Marthe Mercadier                                                                                | |
| LLP337          | Le Petit Bonhomme de pain d'épice                           |           | Tutti Camarata, Joseph Geoffray (chanson)                                                     | Rosine Young                                                                                    | Silvio et Gaëlle (chanson) |
| LLP338          | Les Nouvelles Aventures de Mowgli                           | 1977      | Tutti Camarata, Joseph Geoffray (chanson)                                                     | Harold Kay                                                                                      | Silvio et Gaëlle (chanson) |
| LLP340          | Le Vilain Petit Canard                                      |           |                                                                                               | Denise Benoit                                                                                   | |
| LLP341          | Le Nouvel Habit de l'Empereur                               |           | d'après Hans Christian Andersen.                                                              | Danielle Volle                                                                                  | Maurice Chevalier (chansons). Comprend aussi Le Bon Roi Dagobert et Sur la route de Louviers |
| LLP342          | Robin des Bois                                              |           |                                                                                               |                                                                                                 | D'après le film Robin des Bois et ses joyeux compagnons. |
| LLP343          | Une aventure de Bambi et Pan-Pan                            | 1971      |                                                                                               | Denise Benoit                                                                                   | |
| LLP345          | Les Musiciens de la ville de Brême                          | 1981      | D'après le conte des frères Grimm. Tutti Camarata (musique), Gaëlle Usai (paroles françaises) | Denise Benoit                                                                                   | Silvio et Gaëlle (chanson) |
| LLP346          | La Belle Histoire de la princesse Natte-d'Or                | 1978      | Lucien Adès, Jean Baïtzorouff (chansons)                                                      | Laurence Badie                                                                                  | Anna Gaylor, Colette Ripert et Christian Parisy |
| LLP348          | Mickey et le Haricot magique                                | 1978      |                                                                                               | Maurice Vamby                                                                                   | |
| LLP349          | Les Aristochats                                             |           |                                                                                               | Simone Valère, Jean Desailly                                                                    | |
| LLP350          | Pecos Bill, le joyeux cow-boy                               |           |                                                                                               | Dominique Paturel                                                                               | |
| LLP351          | Lambert, le lion bêlant                                     |           |                                                                                               | Dominique Paturel                                                                               | |
| LLP352          | Suzy, la petite voiture bleue                               | 1979      | Buddy Ebsen (musique), René Lucade (paroles françaises)                                       | Annik Beauchamps                                                                                | |
| LLP353          | Bella, la petite villa                                      |           |                                                                                               | Laurence Badie                                                                                  | |
| LLP355          | Valentine, la baleine qui voulait chanter à l'Opéra         | 1975      | Lucien Adès (texte), Lucien Adès, Jean Baïtzouroff (chanson)                                  | Laurence Badie                                                                                  | Christian Parisy (chanson) |
| LLP358          | Vingt mille lieues sous les mers                            |           |                                                                                               | Dominique Paturel                                                                               | |
| LLP360          | Davy Crockett                                               | 1976      | Francis Blanche (chanson)                                                                     | Dominique Paturel                                                                               | Olivier Jeanès (chanson) |
| LLP361          | L'Île au trésor                                             |           |                                                                                               | Dominique Paturel                                                                               | Marc et André (chansons) |
| LLP362          | Fables et comptines de ma mère l'Oye pour les tout-petits   |           |                                                                                               | Rosy Varte, Maurice Vamby                                                                       | |
| LLP363          | Bibi Lapin et le Bébé Goudron                               |           |                                                                                               | Annik Beauchamps                                                                                | |
| LLP364          | L'Apprentie sorcière                                        |           | Richard M. Sherman et Robert B. Sherman (chanson), Christian Jollet (paroles françaises)      | Micheline Presle                                                                                | |
| LLP365          | Robin des Bois                                              |           | Louis Sauvat, Christian Jollet (paroles françaises)                                           | Georges Descrières                                                                              | |
| LLP366          | Winnie l'ourson et le Tigre Boum                            | 1975      | Lucien Adès (texte), Lucien Adès, Jean Baïtzouroff (chanson)                                  | Roger Carel                                                                                     | Christian Parisy (chanson) |
| LLP367          | Les Aventures de Bernard et Bianca                          | 1977      | A. Butler (musique), Pierre Delanoë (paroles françaises)                                      | Roger Carel                                                                                     | Christine Parat, Jacqueline Pélisson, Louison Roblin, Gérard Surugue ; Dominique Poulain (chanson) |
| LLP369          | Peter et Elliott le dragon                                  | 1978      | Al Kasha, Joel Hirschhorn (chanson), Henry Lemarchand, Pierre Delanoë (paroles françaises)    | Jean Topart                                                                                     | Maurice Baquet (Lampie), Béatrice Delfe (Nora), Morvan Salez (Peter), Philippe Baïtzouroff (chanson) |
| LLP370          | Blanche-Neige apprend l'heure aux sept nains                | 1976      |                                                                                               | Rosy Varte, Maurice Vamby                                                                       | |
| LLP371          | Blanche-Neige et les Sept Gourmands                         | 1979      |                                                                                               | Rosy Varte, Maurice Vamby                                                                       | |
| LLP372          | Prof apprend l'alphabet à ses copains les nains             |           |                                                                                               | Maurice Vamby                                                                                   | |
| LLP373          | Les Trois P'tits Cochons, P'tit Loup et le Moulin à poivre  | 1979      | Lucien Adès, Robert Valaire, Georges Delerue (chansons)                                       | Jean Bolo                                                                                       | |
| LLP374          | Les Castors Juniors détectives                              | 1976      | Gilles Esnault (chansons)                                                                     | Roger Pierre                                                                                    | Linette Lemercier, Nadine Nabokov, Jane Val et Jacques Provins |
| LLP375          | Les Castors Juniors toujours prêts                          | 1976      | Gilles Esnault (chansons)                                                                     | Roger Pierre                                                                                    | Linette Lemercier, Nadine Nabokov, Jane Val et Jacques Provins |
| LLP376          | Picsou et tout l'or du monde                                | 1976      | P. Grosz, Gilles Esnault (chanson)                                                            | Roger Carel                                                                                     | Linette Lemercier, Nadine Nobokov, Jane Val ; Michel Elias, Anne Jousset (chanson) |
| LLP377          | La Danse des heures                                         | 1976      | Amilcare Ponchielli (musique)                                                                 | Denis Manuel                                                                                    | Orchestre de Philadelphie, Leopold Stokowski (dir.) |
| LLP378          | La Symphonie pastorale                                      | 1976      | Ludwig van Beethoven (musique)                                                                | Denis Manuel                                                                                    | Orchestre de Philadelphie, Leopold Stokowski (dir.) |
| LLP379          | P'tit Loup et les 3 Petits Cochons                          | 1976      |                                                                                               | Roger Carel                                                                                     | |
| LLP380          | La Belle et le Clochard                                     | 1976      | Lucien Adès, Jacques Poterat (paroles françaises)                                             | Jean-Pierre Cassel                                                                              | |
| LLP381          | Le Trou noir                                                | 1980      |                                                                                               | Jean Topart                                                                                     | |
| LLP383          | Rox et Rouky                                                | 1981      | Lucien Adès, Armand Bigle, Natacha Nahon (chansons)                                           | Jacques Martin                                                                                  | Régine Blaess, Catherine Lafond, Marcelle Lajeunesse, Raymond Loyer, Évelyne Voillaume (chansons) |
| LLP385          | Oz, un monde extraordinaire                                 | 1985      |                                                                                               | Danielle Delorme                                                                                | Barbara Tissier (Dorothy), Roger Carel, Marcelle Lajeunesse, Claude Rollet |
| LLP387          | Compter, c'est drôle                                        | 1986      | Charles Level, Robert Quibel (chansons)                                                       | Dominique Paturel                                                                               | Jean-Claude Corbel (chansons). Dans la série Disney Découvertes, avec Mickey Mouse, Riri, Fifi et Loulou, Tic et Tac, Dingo. |
| LLP388          | Les Animaux tout-petits                                     | 1985      | Charles Level, Robert Quibel (chansons)                                                       | Danièle Delorme                                                                                 | Jean-Claude Corbel (chansons). Dans la série Disney Découvertes, avec Mickey Mouse, Jojo et Michou, Dingo |
| LLP389          | Taram et le Chaudron magique                                | 1985      |                                                                                               | Jean Topart                                                                                     | Thierry Bourdon (Taram), Barbara Tissier (Éloïse), Roger Carel (Gurki, Crapaud), Jacques Deschamps (Dalben), Philippe Dumat (Bedaine), Béatrice Delfe (Griotte), Perrette Pradier (Grièche), Jane Val (Goulue), Jean Violette (Seigneur des ténèbres), Serge Lhorca (Ritournel), Guy Piérauld (Ronchon) |
| LLP390          | Apprenons les bonnes manières                               | 1985      |                                                                                               | Dominique Paturel                                                                               | Dans la série Disney Découvertes, avec Minnie Mouse, Dingo. |
| LLP393          | Jouons aux métiers                                          | 1985      |                                                                                               | Dominique Paturel                                                                               | Dans la série Disney Découvertes, avec Mickey Mouse, Riri, Fifi et Loulou, Dingo, Daisy Duck. |
| LLP450          | Les Castors Juniors font du sport                           | 1979/1989 | Jacqueline Loumaye (texte), Roger Pierre, Claude Stieremans (chansons)                        | Roger Pierre                                                                                    | Linette Lemercier, Colette Ripert, Jane Val, Jacques Provins et Gérard Surugue. |
| LLP451          | Les Trois Petits Cochons rencontrent les sept nains         | 1978      |                                                                                               | Roger Pierre                                                                                    | Linette Lemercier, Colette Ripert, Jane Val, Jacques Provins et Gérard Surugue. |
| LLP452          | Cendrillon                                                  | 1978      | Louis Sauvat (chanson)                                                                        | Perrette Pradier                                                                                | Laura Mayne (chanson) |
| LLP453          | Baloo apprend les merveilles du monde à Mowgli              |           |                                                                                               |                                                                                                 | |
| LLP454          | Mon petit âne                                               | 1980      | Natacha Nahon (chansons)                                                                      | Perrette Pradier                                                                                | Jackie Berger, Jean Salamero, Jean Stout, Dominique Poulain (chansons) |
| LLP456          | 101 Dalmatiens                                              | 1980      |                                                                                               | Jacques Duby                                                                                    | Geneviève Morel, Françoise Bertin, Marie Médioni, Colette Teissèdre, Gaëtan Jor, Gérard Lorin, Yves Peneau et Jean Bolo |
| LLP457          | Comment Pinocchio devint un petit âne                       |           | Louis Sauvat, Jean Cis                                                                        | Suzanne Flon                                                                                    | Jackie Berger, Claude Rollet, Gérard Surugue |
| LLP459          | Pinocchio et la Baleine Monstro                             |           | Louis Sauvat, Jean Cis                                                                        | Suzanne Flon                                                                                    | Jackie Berger, Claude Rollet, Gérard Surugue |
| LLP461          | Un amour de Coccinelle                                      |           |                                                                                               | Jacques Fabbri                                                                                  | |
| LLP462          | Les Aristochats                                             | 1982      | Lucien Adès, Christian Jollet (chansons)                                                      | Anny Duperey                                                                                    | Geneviève Morel, Françoise Bertin, Marie Médioni, Colette Teissèdre, Gaëtan Jor, Gérard Lorin, Yves Peneau et Jean Bolo |
| LLP465          | Mickey défie Goofy                                          |           |                                                                                               | Jacques Fabbri                                                                                  | |
| LLP466          | Blanche-Neige et les Sept Nains                             | 1983      | Lucien Adès                                                                                   | Marie-Christine Barrault                                                                        | |
| LLP467          | Davy Crockett                                               | 1983      |                                                                                               | Dominique Paturel                                                                               | dans la série Disney Channel/FR3 |
| LLP468          | Winnie l'ourson dans le vent                                | 1982?     | Charles Level, Philippe Baron (chansons)                                                      | Harold Kay                                                                                      | |
| LLP470          | Peter Pan                                                   | 1984      | Louis Sauvat                                                                                  | Jean Rochefort                                                                                  | Michel Leeb (Capitaine Crochet), Aurélia Bruno (Wendy), Morvan Salez (Peter Pan), Christian Parisy (Mouche, M. Darling, Peaux-rouges), Jacqueline Pelisson (Jean), Colette Ripert (Michel, Mme Darling).                                                                                                |
| LLP476          | Merlin l'Enchanteur                                         | 1984      | Christian Jollet (chansons)                                                                   | Roger Carel                                                                                     | Gaëtan Jor (Archimède), Claire Mafféi (Mme Mim), Philippe Mahrer (Moustique), Jacques Provins (Hector), Anne Germain, Jean Cussac, Popoff (chansons) |
| LLP479          | Rondes et Chansons pour les Disney Babies, vol.1            | 1986      | Jean Baïtzouroff, Robert Quibel                                                               | Danielle Licari, Claude Lombard, Mina Small, Jean-Claude Corbel, Gérard Meissonnier, Jean Stout | Dans la série Disney Babies. Comprend Maman les ptits bateaux, Il était une bergère, Le Bon Roi Dagobert, Frère Jacques, Fais dodo Colas mon p'tit frère et Promenons-nous dans les bois. |
| LLP480          | Rondes et Chansons pour les Disney Babies, vol.2            | 1985      | Jean Baïtzouroff, Robert Quibel                                                               |                                                                                                 | Dans la série Disney Babies. Comprend Au clair de la lune, Il était un petit navire, Meunier tu dors, Il pleut bergère, La Mère Michel et Il court, il court le furet |
| LLP489 / ALB489 | Une aventure de Zorro                                       | 1985      | Lucien Adès (texte), Guy Bertret, André Salvet (chansons)                                     | Patrick Préjean                                                                                 | Michel Derain, Gérard Surugue, Jean Stout (chansons) |
| LLP490          | Les Aventures de Winnie l'ourson : Winnie et ses Amis       | 1985      |                                                                                               | Jean Rochefort                                                                                  | dans la série Disney Channel/FR3 |
| LLP491          | Les Aventures de Winnie l'ourson : Winnie apprend à voler   | 1985      |                                                                                               | Jean Rochefort                                                                                  | dans la série Disney Channel/FR3 |
| LLP492          | Les Aventures de Winnie l'ourson : Vive l'école             | 1985      |                                                                                               | Jean Rochefort                                                                                  | dans la série Disney Channel/FR3 |
| LLP495          | Basil, détective privé                                      | 1986      | Charles Level (chansons)                                                                      | Roger Carel                                                                                     | Gérard Rinaldi (chansons) |
| LLP496          | Les Gummis : Les Gummis jouent et gagnent                   | 1986      |                                                                                               | Dominique Paturel                                                                               | dans la série Disney Channel/FR3 |
| LLP497          | La Bande à Picsou : Bienvenue à Canardville                 | 1987      | Lucien Adès                                                                                   | Philippe Dumat                                                                                  | Martine Reigner, Jean-Claude Donda, René Bériard, Jean-Claude Corbel (chansons) |
| LLP498          | Rondes et Chansons pour les Disney Babies, vol.3            | 1987      |                                                                                               |                                                                                                 | Dans la série Disney Babies. Comprend Dansons la capucine, Mon beau sapin, Cadet Rousselle, Savez-vous planter les choux et Alouette, gentille alouette. |
| LLP581          | Jaune et violet, rond et carré : Les Formes et les Couleurs | 1986      |                                                                                               |                                                                                                 | Dans la série Disney Découvertes. |
| LLP582          | Le Petit Chaperon rouge                                     |           |                                                                                               | Roger Carel                                                                                     | Dans la série Contes célèbres pour les Disney Babies, avec Grand Loup |
| LLP583          | Le Petit Poucet                                             | 1987      | Lucien Adès                                                                                   | Roger Carel                                                                                     | Dans la série Contes célèbres pour les Disney Babies. |
| LLP585          | Rondes et Chansons pour les Disney Babies, vol.4            | 1987      |                                                                                               |                                                                                                 | Dans la série Disney Babies. |
| LLP586          | Bonjour printemps ! Au revoir hiver ! Les 4 saisons         | 1988      |                                                                                               |                                                                                                 | Dans la série Disney Découvertes, avec Mickey Mouse, Dingo. |
| LLP587          | Quelle heure est-il Mickey ?                                | 1986      |                                                                                               | Roger Carel                                                                                     | Dans la série Disney Découvertes, avec Mickey Mouse, Dingo. |
| LLP588          | La Bande à Picsou : Les exploits de Flagada Jones           |           | Lucien Adès                                                                                   | Philippe Dumat                                                                                  | Martine Reigner, Jean-Claude Donda, René Bériard, Jean-Claude Corbel (chansons) |
| LLP589          | Le Chat botté                                               | 1989      |                                                                                               | Marie-Christine Barrault                                                                        | Dans la série Contes célèbres pour les Disney Babies, avec Mickey Mouse, Dingo. |
| LLP590          | A.B.C.D. : l'alphabet des Disney Babies                     | 1989      | Lucien Adès                                                                                   | Claire Nadaud                                                                                   | Brigitte Lecordier, Barbara Tissier.Dans la série Disney Babies. |
| LLP592          | Qui veut la peau de Roger Rabbit                            |           |                                                                                               | Luq Hamet                                                                                       | |
| LLP594          | Bambi                                                       | 1988      |                                                                                               | Marie-Christine Barrault                                                                        | Christian Parisy (Bambi), Philippe Dumat (Pan-pan), Teddy Bilis (Maître Hibou), Jeanine Forney (Faline), Louison Roblin (Fleur), Anne Desbois (mère de Bambi), Jacques Degor (père de Bambi) |
| LLP595          | Mary Poppins                                                |           |                                                                                               | Claire Nadaud                                                                                   | |
| LLP597          | Mickey, clochard malgré lui                                 | 1989      |                                                                                               | Roger Carel                                                                                     | Avec Mickey Mouse, Pluto. |
| LLP599          | Oliver et Compagnie                                         | 1989      |                                                                                               | Fanny Cottençon                                                                                 | Renaud Tissier (Oliver), Patrick Poivey (Roublard), Sauvane Delanoë (Jennifer), Gérard Hernandez (Tito), Georges Atlas (Francis), Sylvie Moreau (Rita), Philippe Dumat (Fagin), Henry Djanik (Sykes), Georges Berthomieu (Winston), Michelle Bardollet (Georgette), Jacques Deschamps (Louis).          |
| LLP600          | L'Anniversaire de P'tit Loup                                | 1990      | Lucien Adès                                                                                   | Roger Carel                                                                                     | |
| LLP603          | La Petite Sirène                                            | 1990      | Lucien Adès                                                                                   | Marie-Christine Barrault                                                                        | Claire Guyot (Ariel), Gérard Rinaldi (Louis), Henri Salvador (Sébastien), Micheline Dax (Ursula), René Bériard (Grimsby), Jacques Deschamps (Triton), Vincent Grass (Flotsam & Jetsam), Emmanuel Jacomy (Eurêka), Thierry Ragueneau (Éric), Boris Roatta (Polochon), Jean-Pierre Denys.                 |

### Format vinyles non défini
| Réf.      | Titre                                    | Année | Adaptation | Narrateur          | Comédien(ne)s |
| ALB1      | Cendrillon                               |       | Jacques Legris (texte), Louis Sauvat, Yves Darriet (chansons)                                                   | François Périer    | Francette Vernillat (Cendrillon) |
| ALB12     | La Belle et le Clochard                  | 1955  | Jean Bolo (texte), Georges Delerue (musique)                                                                    | François Périer    | |
| ALB14     | Les Trois Petits Cochons                 |       | Jean Bolo (texte), Frank Churchill (musique), Georges Delerue (adaptation), Robert Valaire (paroles françaises) | Jean Bolo          | |
| ALB16     | Davy Crockett                            | 1956  | Francis Blanche (chanson)                                                                                       | François Périer    | Serge Reggiani (Davy Crockett), Jacques Provins (Russel), Michel Mery (Norton), Christian Gentil (Jackson), Olivier Jeanès (chanson)            |
| ALB83     | L'Apprenti sorcier / Pierre et le Loup   | 1964  | | Jean-Claude Brialy | |
| ALB3951   | Davy Crockett                            |       | Francis Blanche (chanson)                                                                                       | François Périer    | Serge Reggiani (Davy Crockett), Jacques Provins (Russel), Michel Mery (Norton), Christian Gentil (Jackson), Olivier Jeanès (chanson)            |
| WDR340094 | Bernard et Bianca au pays des kangourous | 1991  | Lucien Adès | Sabine Azéma       | Roger Carel (Bernard), Béatrice Delfe (Bianca), Emmanuel Jacomy (Wilbur), Jean-Pierre Gernez (Jack), Boris Roatta (Cody), André Valmy (McLeach) |